# The Lovin' Spoonful

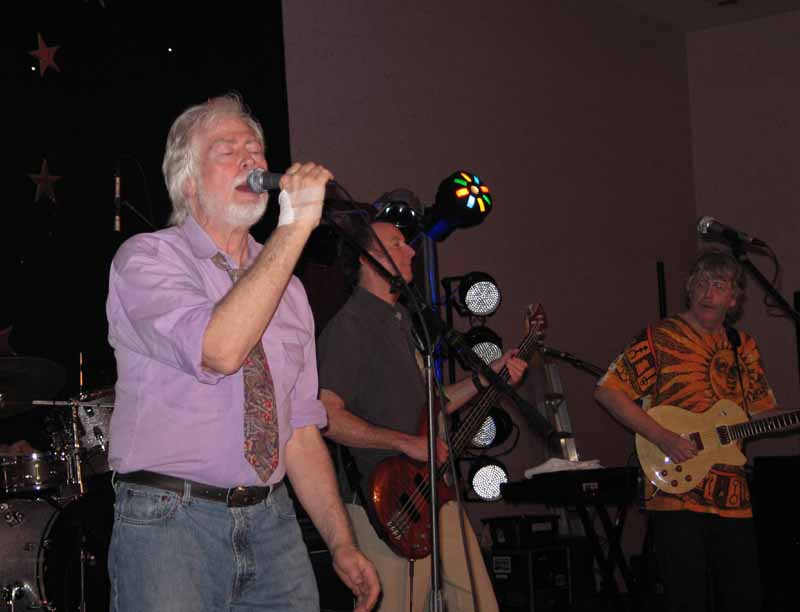
The Lovin' Spoonful in 2008

The Lovin' Spoonful was een Amerikaanse pop-rockband met folkinvloeden, bekend van hits als Daydream en Summer in the City.
In 1965 werd de groep opgericht door John Sebastian, de frontman en belangrijkste tekstschrijver van de groep, en gitarist Zal Yanovsky, in New York. Yanovsky was afkomstig uit de folkgroep The Mugwumps, waar onder andere ook de toekomstige The Mamas and the Papas-leden Mama Cass Elliot en Denny Doherty bij hoorden. Sebastian was eveneens een goede bekende in de muziekwereld, die opgroeide in de folkscene van het New Yorkse Greenwich Village. Hij was de zoon van een virtuoos mondharmonicaspeler en bespeelde het instrument zelf ook. Sebastian had al ervaring met optredens en opnames en speelde zelfs voor een korte tijd bij The Mugwumps. Naast Sebastian en Yanovsky bestond de band uit zanger/drummer Joe Butler en bassist Steve Boone.
De groep behoorde tot het Amerikaanse antwoord op de Britse invasie die in het midden van de jaren zestig de muziekwereld veroverde. Eind 1965 bereikte het nummer Do You Believe in Magic? de Amerikaanse top tien. Hierna volgde een reeks hits; met nummers als Daydream, Summer in the City, Rain on the Roof (allemaal 1966), Nashville Cats en Darling Be Home Soon (beide 1967) wist de groep ook in Europa hits te scoren. In 1966 was de band te horen in Woody Allens debuutfilm What's Up, Tiger Lily?.
In 1967 werd Yanovsky in Californië gearresteerd vanwege marihuanabezit. Hij zou toen, om niet in problemen te geraken, zijn leverancier hebben verraden. Dit viel echter niet goed bij de destijds dominante hippiecultuur en Yanovsky verliet halverwege 1967 de groep. Hij werd vervangen door Jerry Yester. Sebastian verliet begin 1968 de band om een solocarrière te beginnen. De band wist na zijn vertrek geen successen meer te behalen en ging aan het einde van 1968 uit elkaar.
In 1999 kwam de groep - overigens zonder John Sebastian en Zal Yanovsky - weer even bij elkaar om het album Live at the Hotel Seville op te nemen. Sindsdien treedt de groep met de overige leden Steve Boone, Joe Butler en Yanovsky's vervanger Jerry Yester, aangevuld met twee muzikanten weer op. Joe Butler heeft zijn plek achter de drumkit afgestaan om zich op de vocalen te concentreren. John Sebastian heeft aangegeven niet geïnteresseerd te zijn in deze reünie. Yanovsky is in 2002 overleden. In 2000 werd de band opgenomen in de Rock and Roll Hall of Fame.

## Discografie
- Do You Believe in Magic? (1965)
- Daydream (1966)
- What's up tiger Lily (1966)- Soundtrack van film van Woody Allen
- Hums of the Lovin' Spoonful (1966)
- You're a Big Boy Now (1967)- Soundtrack van film van Francis Ford Coppola
- Everything Playing (1968)
- Revelation: Revolution '69 (1968)
- Live at the Hotel Seville (1999) Acoustic
- Live (2005) Electric- selfreleased

### Singles
| Single met eventuele hitnotering(en) in de Nederlandse Top 40 | Datum van verschijnen | Datum van binnenkomst | Hoogste positie | Aantal weken | Opmerkingen |
| ------------------------------------------------------------- | --------------------- | --------------------- | --------------- | ------------ | ----------- |
| Daydream                                                      |                       | 9 april 1966          | 12              | 11           |             |
| Did You Ever Have to Make Up Your Mind                        |                       | 11 juni 1966          | 21              | 7            |             |
| Summer in the City                                            |                       | 6 augustus 1966       | 2               | 13           |             |
| Rain on the Roof                                              |                       | 5 november 1966       | 11              | 8            |             |
| Nashville Cats                                                |                       | 21 januari 1967       | 14              | 7            |             |
| Darling Be Home Soon                                          |                       | 25 maart 1967         | 15              | 9            |             |
| Six O'Clock                                                   |                       | 17 juni 1967          | 31              | 2            |             |

### NPO Radio 2 Top 2000
| Nummers met noteringen in de NPO Radio 2 Top 2000 | '99  | '00  | '01  | '02  | '03  | '04  | '05  | '06  | '07  | '08  | '09  | '10  | '11  | '12 | '13  |
| ------------------------------------------------- | ---- | ---- | ---- | ---- | ---- | ---- | ---- | ---- | ---- | ---- | ---- | ---- | ---- | --- | ---- |
| Darlin' Be Home Soon                              | 1102 | 1095 | 1069 | 987  | 1387 | 1081 | 1656 | 1442 | -    | 1716 | -    | -    | -    | -   | -    |
| Daydream                                          | 1909 | -    | -    | -    | -    | -    | -    | -    | -    | -    | -    | -    | -    | -   | -    |
| Rain on the Roof                                  | -    | 1854 | -    | 1738 | -    | -    | -    | -    | -    | -    | -    | -    | -    | -   | -    |
| Summer in the City                                | 803  | 935  | 992  | 968  | 1107 | 804  | 1170 | 1384 | 1811 | 1241 | 1515 | 1541 | 1640 | -   | 1975 |

1. ↑  Een '-' betekent dat het nummer niet was genoteerd en een vetgedrukt getal geeft de hoogste notering van een nummer aan.
2. ↑  Deze tabel is bijgewerkt tot en met de laatste editie (2024).